# Audible.com
Audible.com est une application de livres audio et de création audio qui appartient au groupe Amazon depuis 2008.
Le service permet aux utilisateurs d'acheter et d’écouter des livres et autres contenus audio. Les utilisateurs ont la possibilité d’acheter des titres à l’unité ou de s’abonner : abonnement mensuel donnant accès à un « crédit » par mois, pouvant être échangé contre du contenu,. À partir d'octobre 2022, en plus de ce « crédit »,  une sélection de contenu est en accès libre.
En 2021, Audible est présent dans 38 pays et propose des titres dans 38 langues différentes. Le catalogue atteint plus de 600 000 titres dont 15 000 titres en français.

## Historique

Siège social d'Audible à Newark dans le New Jersey

Audible est fondée aux Etats-Unis en 1995 par Don Katz (en).
L'entreprise introduit l'un des premiers lecteurs audio numériques en 1997. L'année suivante, elle crée un site Web de téléchargement de fichiers audio dans leur format propriétaire.
En 2008, Audible est rachetée par Amazon pour 300 millions de dollars.
En 2017, le service propose le premier Audible Original en français, Alien, sous forme de série audio.
En 2019, Audible ouvre des studios à Paris,.
Lors de la première vague de Covid19 en 2020, Audible lance Audible Stories, qui donne accès à des contenus gratuits à destination des enfants et adolescents.
En France, Audible est partenaire du Pass Culture.

## Formats
Audible propose deux formats de qualité Standard ou Haute pour le téléchargement des fichiers. Le format utilisé par Audible est .AAX. La taille des fichiers est de 28,3 Mo/heure.